# Taenaris sekarensis
Taenaris sekarensis är en fjärilsart som beskrevs av Otto Staudinger 1887. Taenaris sekarensis ingår i släktet Taenaris och familjen praktfjärilar. Inga underarter finns listade i Catalogue of Life.